# Lucia Lacarra
Lucía Lacarra Gurrutxaga (Zumaia, 24 de març de 1975) és una ballarina de ballet espanyola que ha estat prima ballerina del Bayerisches Staatsballett (Ballet de la Ópera Estatal de Baviera) des de 2002. Va rebre el Premi Benois de la Danse, nomenada Bailarina de la Dècada en 2011, a la Gala de las Estrelles del Ballet Mundial de San Petersburg. De 2018 a 2020 va ser la directora artística a la companyia i a l'escola de ballet de Víctor Ullate, fins la clausura de la mateixa. El 2022 va rebre el Premi Max a la millor intèrpret femenina de dansa per In the still of the night.

## Inicis
Nascuda a la ciutat basca de Zumaia, Guipúscoa, Lacarra es va interessar per la dansa des de molt jove, però només va rebre formació a partir dels 10 anys quan va obrir una escola de ballet a la seva ciutat natal. Després de participar en un curs d'estiu dirigit per Rosella Hightower, va estudiar durant tres anys amb Mentxu Medel a Sant Sebastià abans d'assistir a l'escola de Víctor Ullate a Madrid, juntament amb Tamara Rojo i Ángel Corella.
Aviat es va convertir en membre del Ballet de Víctor Ullate, ballant Allegro Brillante de George Balanchine quan tenia 15 anys, així com altres ballets contemporanis.

## Trajectòria
Després de quatre temporades amb Ullate, va ingressar al Ballet de Marseille de Roland Petit com a ballarina principal, ballant el rol d'Esmeralda a la seva Notre Dame de Paris. Durant els següents tres anys, va ballar rols principals en set ballets més de Petit, inclòs Le Guépard, on va ballar Angélique, i Le jeune homme et la mort, on va ballar amb Nicolas Le Riche. El 1997, va entrar al Ballet de San Francisco on va actuar en diverses obres clàssiques i contemporànies, assumint el paper principal a Giselle (1999) d'Helgi Tomasson.Allà, va conèixer Cyril Pierre, amb qui es va casar el 1998.
El 2002, Lacarra es va mudar a Munic on es va convertir en ballarina principal del Bayerisches Staatsballett, ballant amb Cyril Pierre, amb qui va participar en actuacions com a convidats a tot el món. En els últims anys, va ballar els papers de la Princesa Natalia i de la Princesa Odette a Illusions-Like Swan Lake de John Neumeier; Katharina a The Taming of the Shrew de John Cranko i Hippolyta / Titania a El somni d'una nit d'estiu de Neumeier. A partir de 2007, va començar a ballar amb Marlon Dino, amb qui es va casar el 2010.
El 2018 prenia la direcció artística del Ballat Victor Ullate fins la seva clausura el 2020.
Al costat de Matthew Golding, ballarí internacional nascut al Canadà, dirigeix la seva emergent companyia Lucía Lacarra Ballet, que es va estrenar l'octubre del 2023 amb l'obra Lost Letters al Teatre Arriaga de Bilbao.

## Reconeixements
- En 2002, Lacarra va rebre el Premi Nijinsky.[9]
- En 2003, en una gala al Teatre Bolshoi de Moscú, va rebre el Premi Benois de la Danse com a millor ballarina pel seu paper de Tatiana a Onegin de Cranko.[10]
- El 2005 rep el Premio Nacional de Danza del Ministeri de Cultura.[11]
- En 2011, en una gala del World Ballet Stars de San Petersburg, va ser nomenada bailarina de la dècada.[12]
- En 2022 va rebre el Premi Max a la Millor intèrpret femenina de dansa per In the still of the night.[13]
- El gener de 2024, el Ministeri de Cultura d'Espanya la va distingir amb la Medalla d'Or al Mèrit a les Belles Arts 2023.[14]